# Синда (Хабаровский край)
Синда — посёлок сельского типа в Нанайском районе Хабаровского края. Административный центр Синдинского сельского поселения. Нанайское национальное село.

## История
Село основано в 1913 году.

## География
Село Синда стоит на берегу Синдинской протоки (правобережная протока Амура).
В 5 км от села проходит автотрасса Хабаровск — Комсомольск-на-Амуре.

## Население
| 2002 | 2010 | 2011 | 2012 | 2021 |
| ---- | ---- | ---- | ---- | ---- |
| 972  | ↘868 | ↘867 | ↘860 | ↘802 |